# スーパー!
『スーパー!』（原題: Super）は、ジェームズ・ガン監督・脚本、レイン・ウィルソン、エリオット・ペイジ、リヴ・タイラー、ケヴィン・ベーコン出演による2010年のアメリカ合衆国のブラック・コメディ映画である。2010年にトロント国際映画祭でプレミア上映され、翌2011年4月1日にアメリカで劇場公開、同月13日にビデオ・オン・デマンドで配信された。

## ストーリー
ダイナーのコックとして働くフランクは人生の輝かしい瞬間である「最愛の妻サラと結婚したこと」「泥棒を追う警官に逃げた方向を教えたこと」だけを支えに生きる、心優しいが気弱でうだつの上がらない男。しかしフランクに幻滅したサラはドラッグの元締めのジョックと浮気をしてしまう。現実逃避に前から飼いたかったウサギを飼おうとするフランクだが、自分の惨めさに絶望し断念。しかしフランクはテレビで見た子供たちを指導するヒーローに感化され、自前のコスチュームを着て「クリムゾンボルト」と名乗り、夜の町をパトロールして配管用のレンチでドラッグの売人を叩きのめしていくようになる。しかし順番待ちの列に割り込む程度の軽犯罪ですら許さず襲いかかるクリムゾンボルトは、称賛する者もいる一方で、マスコミからは危険人物として報道されてしまう。やがてクリムゾンボルトの正体に気づいたコミック店員リビー が強引に相棒の「ボルティー」として押しかけ、彼女の無軌道な行動に振り回されながらもフランクはジョックとの対決を決意。ジョックのアジトに乗り込んだ二人だが、壮絶な死闘の中で「ボルティー」は頭を撃ち砕かれて死んでしまう。怒りを爆発させたクリムゾンボルトはドラッグ漬けにされて人身売買されかかっていたサラのもとにたどり着き、ついにジョックを追い詰め、「俺を殺して世界が変わると思うのか？」という問いに「わからない。試してみないと」と答えてジョックを殺害する。救助されたサラはしばらくはフランクと共に暮らしていたが、それは助けられたことに対する義務感と、このような事件を引き起こした罪悪感からに過ぎなかった。やがてサラはフランクのもとを離れ、薬物を克服し、幸せな結婚をして子宝に恵まれ、幸せな家庭を築き上げた。それを満足そうに眺めるフランクは、かつて断念していたウサギを飼いはじめ、サラとリビーのおかげで数多く手に入れた人生の輝かしい瞬間を胸に生きていく。

## キャスト
※括弧内は日本語吹替
- フランク・ダルボ / クリムゾンボルト - レイン・ウィルソン（小川輝晃）
- リビー / ボルティー - エリオット・ペイジ[注釈 1]（楠浩子）
- サラ・ヘルジランド - リヴ・タイラー（兼田恵）
- ジョック - ケヴィン・ベーコン（西垣俊作）
- ジョン・フェルクナー刑事 - グレッグ・ヘンリー（菊池康弘）
- エイブ - マイケル・ルーカー（佐々木祐介）
- ハミルトン - アンドレ・ロヨ
- トビー - ショーン・ガン（畠山豪介）
- クィール - スティーヴン・ブラックハート（狭川尚紀）
- Mr.レンジ - ドン・マック
- ペットショップ従業員 - リンダ・カーデリーニ
- ホーリー・アベンジャー - ネイサン・フィリオン（竹内想）
- 神の声 - ロブ・ゾンビ（菊池康弘）
- デーモンズウィル - ジェームズ・ガン

吹替翻訳：安藤里絵、吹替演出：椿淳

## 製作
撮影は2009年12月9日から2010年1月24日にルイジアナ州シュリーブポートで行われ、さらにジェームズ・ガン監督のロサンゼルスの自宅で追加撮影が行われた。企画は独立製作による低予算で進められたため、映画関係者のへの賃金は最低限に抑えられた。サウンドトラックはタイラー・ベイツが手がけた。
ガンへのインタビューによると、2002年から『スーパー!』の脚本を執筆し続けていたが、プロデューサーは内容が乱暴的過ぎる上に難解であると感じたため、製作に移るのには苦労したという。さらにガンは元々、フランク役に最適な俳優はジョン・C・ライリーであると考えていたが、彼は映画を製作するには十分な大スターでないと考え、断念した。プロジェクトは『スリザー』が作られた後、ガンの前妻のジェナ・フィッシャーがレイン・ウィルソン（彼女とThe Officeで共演した）を推薦するまで保留されていた。その後ウィルソンは『JUNO/ジュノ』で共演したエリオット・ペイジに脚本を送り、出演が決まった。

## 評価
批評家には様々な評価を受けた。Rotten Tomatoesでは112個のレビューで47%の支持率であり、平均点は10点満点で5.4点となった。また、Metacriticでは26個のレビューで100点中50点であった。